# Ґужна
Ґужна (пол. Górzna, нім. Gursen) — село в Польщі, у гміні Злотув Злотовського повіту Великопольського воєводства.
Населення — 658 осіб (2011).
У 1975-1998 роках село належало до Пільського воєводства.

## Демографія
Демографічна структура станом на 31 березня 2011 року:
|          | Загалом | Допрацездатний вік | Працездатний вік | Постпрацездатний вік |
| -------- | ------- | ------------------ | ---------------- | -------------------- |
| Чоловіки | 333     | 96                 | 222              | 15                   |
| Жінки    | 325     | 84                 | 194              | 47                   |
| Разом    | 658     | 180                | 416              | 62                   |